# Préhomosexualité
Un préhomosexuel est une personne, généralement un enfant, qui est peut-être homosexuel, mais de manière indécise ou prédéterminée,.

## Lecture complémentaire
- Max Simon, « How to Find Out If Your Kid Is A Pre-Homosexual », Queerty, 22 septembre 2010 (consulté le 29 décembre 2012)
- G Babatzanis, « The analysis of a pre-homosexual child with a twelve-year developmental follow-up. », The Psychoanalytic study of the child, vol. 52,‎ 1997, p. 159-89 (PMID 9489466, lire en ligne, consulté le 29 décembre 2012)
- Frederick L. Whitam, « The prehomosexual male child in three societies: The United States, Guatemala, Brazil », Archives of Sexual Behavior, vol. 9, no 2,‎ 1er avril 1980, p. 87–99 (PMID 7396690, DOI 10.1007/BF01542261, lire en ligne, consulté le 29 décembre 2012)